# Langekletten
Langekletten är en bergstopp i Antarktis. Den ligger i Östantarktis. Norge gör anspråk på området. Toppen på Langekletten är 2 179 meter över havet, eller 181 meter över den omgivande terrängen. Bredden vid basen är 1,7 km.
Terrängen runt Langekletten är platt åt nordost, men åt sydväst är den kuperad. Trakten är obefolkad. Det finns inga samhällen i närheten.